# احمد الجندی
احمد الجندی (انگلیسی: Ahmed El-Gendy؛ زادهٔ ۱ مارس ۲۰۰۰) ورزشکار پنج‌گانه مدرن اهل مصر است.
وی در مسابقات کشوری و بین‌المللی در مجموع برندهٔ ۱ مدال نقره شده‌است.